# Frank G. Clement
Frank Goad Clement (2 de junho de 1920 – 4 de novembro de 1969) foi um político norte-americano, o 41º Governador do Tennessee, com mandatos de 1953 a 1958 e de 1963 a 1967. Seus dez anos no cargo foram os mais longos de qualquer um dos Governadores do estado no século XX. Muito da rápida ascensão política de Clement deve-se a sua capacidade de entregar-se a empolgantes e hipnotizantes discursos. O seu sermão como discurso na Convenção Nacional Democrata de 1956 tem sido descrito curiosamente não só como um dos melhores, mas também como um dos piores discursos na era das convenções com a televisão.
Como governador, Clement supervisionou a transformação econômica do Estado, de um estado predominantemente agrícola para um estado industrial. Ele foi o maior financiador da educação, da saúde mental e foi o primeiro governador sul que vetou um projeto de lei de segregação. Em 1956 enviou a guarda nacional para dispersar uma multidão que tentava impedir a integração racial na Clinton High School.

## Início de vida
Clement nasceu no Hotel Halbrook, Dickson (Tennessee), no Tennessee, filho de Robert Clement, um advogado e político local e Maybelle (Goad) Clement, que administrava o hotel. A família mudou-se por vários anos, vivendo por pouco tempo em Vermont e Kentucky, antes de retornar para Dickson (Tennessee) na década de 1930. Clement graduou-se na Dickson (Tennessee) High School em 1937. Enquanto jovem, teve aulas de línguas com sua tia.
Clement frequentou a Universidade de Cumberland de 1937 a 1939, onde foi membro da Fraternidade Sigma Alpha Epsilon. Frequentou a faculdade de direito da Universidade de Vanderbilt, graduando-se com um bacharelado em direito em 1942. Trabalhou como um agente do FBI por cerca de um ano, principalmente investigando casos de espionagem e segurança interna. Em novembro de 1943, no auge da Segunda Guerra Mundial, ele se alistou no Exército dos Estados Unidos, designado para o posto de primeiro-tenente e comandante da companhia C do Batalhão de polícia militar em Camp Bullis no Texas.
Após deixar o exército, Clement trabalhou como advogado para a estrada de ferro do Tennessee e Comissão de serviços públicos de 1946 a 1950. Ele foi um delegado suplente à Convenção Nacional Democrata de 1948. Durante este mesmo período, foi eleito comandante da Legião americana no estado do Tennessee, uma posição através da qual ele desenvolveu relações com veteranos em todos os condados do Tennessee. Em 1950, ele exerceu a advocacia com seu pai em Dickson (Tennessee).

## Governador do Tennessee, (1953 - 1959)
Na disputa para governador de 1952, Clement enfrentou o governador exercente Gordon Browning para nomeação do Partido Democrata. Browning, possuindo quase o dobro da idade de Clement, ridicularizou-o como um "demagogo" e "insignificante". Clement possuía o apoio do chefe político E. H. Crump e de James Stahlman editor do Nashville Banner, mesmo assim viajou por todos os 95 condados do Estado, fazendo discursos em que ele atacava Browning como "desonesto, indecente e imoral". Ele derrotou Browning para a nomeação, com 302.487 votos sobre 245.156, tendo após vencido o candidato republicano, o procurador-geral de Madisonville Beecher Witt, nas eleições gerais. Após a posse tornou-se o governador mais jovem dos Estados Unidos.
Durante seu primeiro mandato, Clement autorizou uma emissão de títulos de dívida pública destinado ao fornecimento de livros para crianças das 1ª a 12ª séries, pela primeira vez no estado, já que livros didáticos anteriormente eram gratuitos apenas até 3ª série. Ele também implementou o primeiro projeto de construção de estradas de longo alcance no Estado e estabeleceu um departamento de saúde mental (atualmente departamento de Saúde Mental e abuso de substâncias psicoativas). Clement aumentou o imposto sobre as vendas do estado de 2% para 3%, uma medida impopular que assombrou as eleições posteriores.

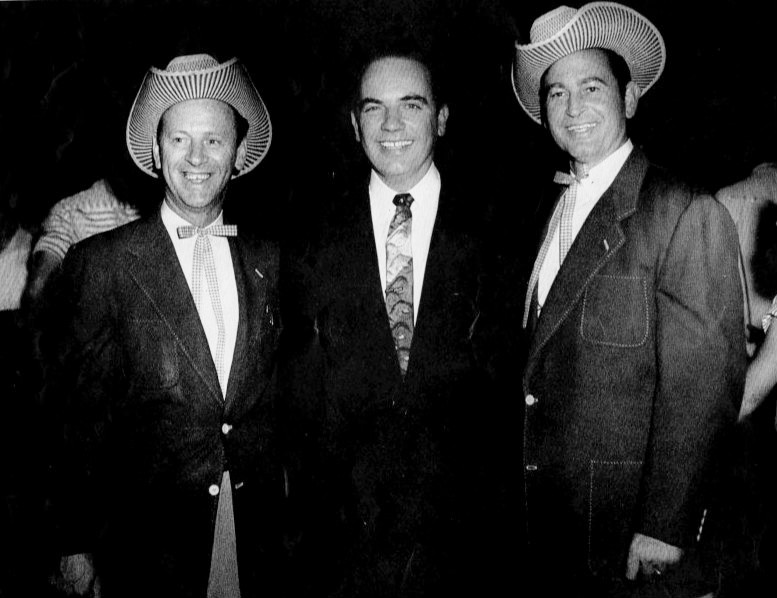
Governador Clement (centro), fotografado com estrelas da música country Jack Anglin e Johnnie Wright em 1957

Em 1953 uma Convenção constitucional no estado propôs oito alterações da constituição estadual, que posteriormente foram aprovadas pelos eleitores. As alterações incluíam a extensão do mandato de governador que era de dois anos para quatro, a revogação do poll tax (imposto em que a alíquota diminui à proporção que os valores sobre os quais incide são maiores) e a autorização dos governos consolidados nas cidade-Condado (ou "metropolitanas").
Uma vez que as novas emendas constitucionais impediam aos Governadores um segundo mandato consecutivo, por exceção Clement foi autorizado a exercer um mandato de quatro anos completos em 1954. Ele foi desafiado para a eleição primária pelo ex-governador Browning, que acusou Clement e seu pai de "tráfico" influência no estado. Vários dos aliados próximos de Clement, entre eles, seu Secretário de estado, Eddie Friar, e o Controlador Jean Bodfish, voltaram-se contra ele. No entanto Browning foi incapaz de combinar a habilidade oratória de Clement e a capacidade de captação de recursos de campanha, então perdeu a nomeação, por 481.808 votos sobre 195.156. Clement venceu facilmente o candidato John R. Neal e outros simbólicos da oposição nas eleições gerais.
Em 1954 a suprema corte americana declarou inconstitucional as leis de segregação racial do estado  em sua decisão no caso Brown versus Board of Education. Clement ordenou as escolas do estado para cumprirem a decisão. Em 1955, Clement vetou um projeto de lei apresentado pelo senador estadual de 85 anos de idade Charles Stainback que manteria a segregação racial nas escolas nos condados de Fayette e Haywood. Ele também alertou que vetaria qualquer tentativa de mudar a obrigatoriedade de presença escolar protegida por uma lei estadual e rejeitou um pedido de pais da Comissão de preferência escolar para usar a guarda nacional para impedir a integração racial (como o governador do Arkansas Orval Faubus tinha feito). Em setembro de 1956, ele estacionou tropas da guarda nacional em Clinton, Tennessee, para proteger o ingresso dos primeiros estudantes negros na Clinton High School de manifestantes segregacionistas.
Constitucionalmente inelegível para concorrer para governador em 1958, Clement apoiou seu bem sucedido assessor de campanha e Comissário da agricultura, Buford Ellington e voltou para o exercício da advocacia.

## Discurso de 1956 na convenção nacional democrática
Em meados da década de 1950, Clement tinha aspirações nacionais. Durante a disputa presidencial de 1956, ele estava entre os candidatos na cédula de votação para a nomeação de vice-presidente pelo partido. Ele também foi escolhido para discursar na Convenção Nacional Democrata naquele ano em Chicago, pois os líderes do partido esperavam que sua habilidade em discursar poderia ajudar a compensar a popularidade do empresário republicano, Dwight D. Eisenhower.
O Discurso de Clement se assemelhava ao clichê de campanha no Tennessee, com um tom forte de sermão evangélico. Ele ridicularizou o partido republicano como o "partido do privilégio e da pilhagem", referiu-se ao vice-presidente Richard Nixon como "um matador profissional" e acusou o Presidente Eisenhower de andar apenas olhando para baixo "no verde lazer da indiferença" (uma referência ao amor de Eisenhower pelo golfe). Ele afirmou que os democratas não iriam "crucificar o fazendeiro americano em uma cruz de ouro republicana", recordando o discurso da Cruz de ouro feito por William Jennings Bryan 1896 na Convenção do partido. O discurso de Clement é sempre lembrado pelo uso repetitivo da frase, "quanto tempo, América, O quanto tempo?".
Discurso de Clement recebeu aplausos estridentes dos delegados da Convenção e foi bem recebido pelos democratas em geral. O colunista do Washington Post Colbert I. King lembrou ter assistido o discurso como um adolescente e acreditava que Eisenhower e Nixon não tinham chances de vencer. O futuro presidente Bill Clinton, com nove anos de idade, assistiu ao discurso na sala de televisão de seus pais e mais tarde descreveu-o como um discurso "empolgante" em sua autobiografia, My life. O futuro governador da Geórgia Zell Miller, que mais tarde fez discursos na Convenção Democrata de 1992 e na Convenção republicana de 2004, disse ter perdido o nascimento de seu filho para ver o discurso de Clement.
Muitos membros da mídia nacional criticaram o discurso de Clement. O colunista do Times Lance Morrow chamou o discurso de uma "Sinfonia de excesso retórico". O editor do New York Herald Tribune Red Smith comparou o discurso como "matar os republicanos com uma queixada de burro". David Halberstam descreveu-o como um "discurso superaquecido, excessivo, um trovão exagerado" que terminaria com a carreira de Clement como um político nacional.. O evangelizador Billy Graham desaprovou o discurso e distanciou-se de Clement posteriormente. Arthur Langlie, que foi escolhido para fazer o discurso na Convenção republicana naquele ano, declarou, "Eu te coloco a marca de Chicago com o fogo prejudicial e enxofre".

## Governador do Tennessee, (1963 – 1967)
Em 1962 Clement procurou mais uma vez a nomeação do partido para governador. Na eleição primária, ele derrotou Bill Farris Procurador-geral de Memphis (Tennessee) e o prefeito de Chattanooga Ruby Olgiati, com 309.333 votos sobre os 211.812 de Olgiati e 202.813 de Farris. Nas eleições gerais, ele derrotou o Procurador-geral de Maryville Hubert Patty, candidato republicano e derrotou também o capitão naval William Anderson de Wavery (Tennessee), que estava concorrendo como independente (sem partido).
Quando senador Estes Kefauver morreu no cargo em agosto de 1963, Clement surpreendeu alguns por não candidatar-se para a vaga, mas sim um suplente, Herbert S. Walters. No entanto, Clement disputou a primária democrata de 1964 para o senado, perdendo para o congressista Ross Bass de Pulaski por uma votação de 330.213 para 233.245. Durante a campanha, Clement foi atacado pelo aumento do imposto sobre vendas promulgado durante seu primeiro mandato como governador.
Desde a eleição de 1964 houve equilíbrio no prazo remanescente do mandato de Kefauver, a vaga foi novamente disputada em 1966. Nas primárias, Clement derrotou Bass para a nomeação, por 384.322 votos sobre 366.078. No entanto sua campanha vacilou na eleição geral, com seu aliado político de longa data Buford Ellington recusando-se a apoiá-lo, bem como sem conseguir refutar as críticas do Nashville Tennessean, do Nashville Banner e do Memphis (Tennessee) Commercial Appeal. O candidato republicano, o político ascendente Howard Baker, Jr., ligou com sucesso as políticas sociais de Clement com Presidente Lyndon B. Johnson, que eram impopulares entre os Tennesseanos rurais. No dia da eleição, Baker derrotou Clement, com 483.063 votos sobre 383.843.

## Últimos anos e morte
Depois de deixar o governo, Clement exerceu a advocacia em sociedade com Grant Smith. Ele anunciou uma quarta campanha para governador em 1969, mas morreu em um acidente de carro na estrada de Franklin em Nashville logo após ter feito o anúncio. Seu total de 10 anos como governador do Tennessee foi o tempo mais longo de qualquer outro governador no século XX, sendo superado apenas pelos governadores John Sevier e William Carroll do século XIX. Seus restos mortais foram sepultados no Dickson (Tennessee) County Memorial Gardens, próximo a Dickson (Tennessee), Tennessee.
Em 1959 Clement serviu como co-presidente honorário no Conselho de administração para a recém-fundada Country Music Association (CMA). Para ele e Albert Gore, Sr., foram conferidos esta homenagem em agradecimento por seu serviço público no estado do Tennessee e seu apoio em solidificar a indústria da música country. Em 1970, o CMA homenageou Clement com o prêmio Connie B. Gay Award em reconhecimento ao seu excelente serviço para a associação.
Clement foi Maçon, atingindo o 32º grau, tendo pertencido ao Shriners (Antiga Ordem Arábe dos Nobres do Santuário Místico). Ele também foi um ativo Metodista e lecionou na Sunday school, em toda a década de 1960.

## Família e legado
A irmã de Clement, Anna Belle Clement O'Brien (1923–2009), trabalhou como sua chefe de gabinete na década de 1960, mais tarde serviu na Câmara dos Representantes do Tennessee (1975-1977) e após no Senado estadual (1977–1991).
Clement casou com Lucille Christianson em 1940. Eles tiveram três filhos, dois dos quais ainda estão vivos (2012). Bob Clement serviu como Chefe do serviço público do Tennessee, diretor da Tennessee Valley Authority (TVA), Presidente da Universidade de Cumberland e membro da Câmara dos Representantes dos Estados Unidos de 1987 a 2003. Frank G. Clement, Jr., foi advogado, juiz do Tribunal de sucessões e atualmente atua na Corte de Apelações do Tennessee.
O Hotel Halbrook, onde Clement nasceu em Dickson (Tennessee), hoje abriga o Clement Railroad Hotel Museum e foi listado no Registro Nacional de lugares históricos. Edifícios da Universidade do Tennessee, Universidade Tecnológica do Tennessee, Tennessee State University, Universidade do Tennessee de Martin, bem como um campo de golfe no Parque Estadual de Montgomery Bell levam seu nome em sua homenagem.

## Fonte da tradução
- Este artigo foi inicialmente traduzido, total ou parcialmente, do artigo da Wikipédia em inglês cujo título é «Frank G. Clement».

## Ler também
- Greene, Lee Seifert. Lead Me On: Frank Goad Clement and Tennessee Politics. Knoxville, Tenn.: University of Tennessee Press, 2007.  ISBN 0870493353.